# آدرین نیوی
آدرین نیوی (متولد ۲۶ دسامبر ۱۹۵۸) مهندس بریتانیایی فرمول یک است. او در حال حاضر مسئول فنی اصلی تیم فرمول یک ردبول ریسینگ است.
نیوی در مسابقات فرمول یک و ایندی کار به عنوان مهندس مسابقه، ایرودینامیک، طراح و مدیر فنی کار کرده است و در هر دو دسته از موفقیت زیادی برخوردار بوده است.

## اوایل زندگی
او در شهر استراتفورد، انگلستان در تاریخ ۲۶ دسامبر ۱۹۵۸ از ریچارد و ادوینا نیوی متولد شد. پدرش دامپزشک و مادرش راننده آمبولانس در جنگ جهانی دوم بود. او در کنار جرمی کلارکسون در مدرسه دولتی رپتون تحصیل کرد.